# Zbigniew Błażejczak
Zbigniew Błażejczak (ur. 4 marca 1967 w Zielonej Górze) – polski żużlowiec.

## Kariera sportowa
Licencję żużlową zdobył w 1983. Przez całą sportową karierę (1984–1991) reprezentował klub Falubaz Zielona Góra, w barwach którego zdobył cztery medale Drużynowych Mistrzostw Polski (dwa złote – 1985, 1991; srebrny – 1989 i brązowy – 1984), jak również brązowy medal Mistrzostw Polski Par Klubowych (Toruń 1986).
Czterokrotnie startował w finałach Młodzieżowych Indywidualnych Mistrzostw Polski, największy sukces odnosząc w 1985 w Lublinie, gdzie zdobył złoty medal. Był również medalistą Młodzieżowych Drużynowych Mistrzostw Polski (dwukrotnie złotym – Gorzów Wielkopolski 1987 i Bydgoszcz 1988) oraz Młodzieżowych Mistrzostw Polski Par Klubowych (złotym – Rzeszów 1988 i brązowym – Bydgoszcz 1985). W 1985 zwyciężył w końcowej klasyfikacji turnieju o "Brązowy Kask". Dwukrotnie startował w finałach Indywidualnych Mistrzostw Świata Juniorów: w 1986 zajął w Równem X miejsce, a w 1988 w Slanach – XII miejsce. Również dwukrotnie awansował do półfinałów kontynentalnych Indywidualnych Mistrzostw Świata: w 1986 w Landshut zajął XV miejsce, a w 1989 w Rybniku był zawodnikiem rezerwowym.

## Problemy z prawem
W 1992 został wspólnie z innym zielonogórskim żużlowcem Markiem Molką zatrzymany w związku z podejrzeniem popełnienia morderstwa biznesmena Jacka Ostojskiego, a dwa lata później otrzymał wyrok skazujący na 25 lat więzienia. Wyszedł na wolność w 2007 roku.